# William Herschel-teleskopet
William Herschel-teleskopet er et astronomisk 4,2 m teleskop som er en del af Isaac Newton Group of Telescopes (ING). ING består foruden William Herschel-teleskopet (WHT) af Isaac Newton-teleskopet (INT) på 2,5 m og Jacobus Kapteyn Telescope (JKT) på 1,0m, og er en del af Observatorio del Roque de los Muchachos på La Palma-øen. Planerne om at bygge teleskopet opstod i 1960'erne, da Anglo-Australian Observatory blev designet og senere bygget i Sydney, Australien. Der var et ønske om også at have en kraftfuldt teleskop på den nordlige halvkugle. Planlægningen gik i gang i 1974, men i 1979 var projektet ved at blive droppet, pga. stigende udgifter. Teleskopet blev derfor redesignet, og med medfinansiering fra hollandske astronomer, kunne projektet gå i gang i 1981. Dette år var 200-året for William Herschels opdagelse af Uranus, og teleskopet blev derfor navngivet til ære for ham.
Konstruktionen af teleskopet begyndte i 1983, og det kunne benyttes første gang i 1987.
Teleskopets teoretisk maksimale opløsning er mindre end 0,2 buesekunder.